# Маунт-Вернон (Нью-Йорк)
Маунт-Вернон (англ. Mount Vernon) — місто (англ. city) в США, в окрузі Вестчестер штату Нью-Йорк. Населення — 73 893 особи (2020). Розташоване на річці Бронкс. Північне житлове передмістя Нью-Йорка.

## Географія
Маунт-Вернон розташований за координатами 40°54′47″ пн. ш. 73°49′46″ зх. д. / 40.91306° пн. ш. 73.82944° зх. д. (40.913105, -73.829317). За даними Бюро перепису населення США в 2010 році місто мало площу 11,40 км², з яких 11,36 км² — суходіл та 0,04 км² — водойми.

## Демографія
Згідно з переписом 2010 року, у місті мешкали 67 292 особи в 26 260 домогосподарствах у складі 16 331 родини. Густота населення становила 5901 особа/км². Було 28990 помешкань (2542/км²).
Расовий склад населення:
| - 63,4 % — чорних або афроамериканців - 24,3 % — білих - 1,8 % — азіатів - 0,5 % — корінних американців - 0,1 % — вихідців з тихоокеанських островів - 6,2 % — осіб інших рас |

До двох чи більше рас належало 3,7 %. Частка іспаномовних становила 14,3 % від усіх жителів.
За віковим діапазоном населення розподілялося таким чином: 22,9 % — особи молодші 18 років, 63,3 % — особи у віці 18—64 років, 13,8 % — особи у віці 65 років та старші. Медіана віку мешканця становила 38,4 року. На 100 осіб жіночої статі у місті припадало 83,3 чоловіків; на 100 жінок у віці від 18 років та старших — 78,8 чоловіків також старших 18 років.
Середній дохід на одне домашнє господарство становив 70 868 доларів США (медіана — 50 952), а середній дохід на одну сім'ю — 82 740 доларів (медіана — 63 206). Медіана доходів становила 45 506 доларів для чоловіків та 44 082 долари для жінок. За межею бідності перебувало 15,3 % осіб, у тому числі 21,5 % дітей у віці до 18 років та 12,5 % осіб у віці 65 років та старших.
Цивільне працевлаштоване населення становило 32 393 особи. Основні галузі зайнятості: освіта, охорона здоров'я та соціальна допомога — 34,8 %, роздрібна торгівля — 11,1 %, науковці, спеціалісти, менеджери — 10,5 %.

## Економіка
- Швейна промисловість
- Хімічна промисловість
- Харчова промисловість
- Виробництво побутової техніки
- Нафтосховище

## Персоналії
- Дензел Вашингтон (*1954) — американський кіноактор та кінорежисер.